# ستيف جونسون (كاتب)
ستيف جونسون (بالإنجليزية: Steve Johnson)‏ هو كاتب سيناريو بريطاني، ولد في 29 ديسمبر 1972 في ليفربول في المملكة المتحدة.

## وصلات خارجية
- ستيف جونسون على موقع IMDb (الإنجليزية)
- ستيف جونسون على موقع قاعدة بيانات الفيلم (الإنجليزية)